# Valérie Denis
Valérie Denis (1971) is een Belgische voormalige atlete, die gespecialiseerd was in de sprint. Ze werd driemaal Belgisch kampioene.

## Loopbaan
Denis werd in 1991 voor het eerst Belgisch indoorkampioene op de 60 m. Het jaar nadine volgde een tweede titel op deze afstand en outdoor veroverde hij de Belgische titel op 100 m. In 1994 nam ze deel aan de Europese kampioenschappen indoor atletiek in Parijs. Ze werd uitgeschakeld in de reeksen.
Denis begon haar atletiekcarrière bij Union Sportive Tournai Athlétisme. Ze stapte nadien over naar Cercle Athlétique du Brabant Wallon .

## Belgische kampioenschappen
Outdoor
| Onderdeel | Jaar |
| --------- | ---- |
| 100 m     | 1992 |

Indoor
| Onderdeel | Jaar       |
| --------- | ---------- |
| 60 m      | 1991, 1992 |

## Persoonlijke records
Outdoor
| Onderdeel | Prestatie | Datum            | Plaats  |
| --------- | --------- | ---------------- | ------- |
| 100 m     | 11,80 s   | 16 augustus 1992 | Brussel |

## Palmares

### 60 m
- 1991:  BK indoor AC – 7,55 s
- 1992:  BK indoor AC – 7,64 s
- 1994: 5e in series EK indoor te Parijs – 7,53 s

### 100 m
- 1991:  BK AC – 12,01 s
- 1992:  BK AC – 11,80 s
- 1993:  BK AC – 11,86 s
- 1996:  BK AC – 11,98 s

### 200 m
- 1991:  BK AC – 24,52 s
- 1992:  BK indoor AC – 25,09 s
- 1992:  BK AC – 24,52 s

### 400 m horden
- 1990:  BK AC – 61,15 s